# Bei Wei Xiaowendi
 (janvier 2008).
Si vous disposez d'ouvrages ou d'articles de référence ou si vous connaissez des sites web de qualité traitant du thème abordé ici, merci de compléter l'article en donnant les références utiles à sa vérifiabilité et en les liant à la section « Notes et références ».
Xiaowendi (孝文帝, xiàowén dì, « empereur Xiaowen »), empereur des Wei du Nord (471-499), également appelé pour cette raison Bei Wei xiaowendi ((北)魏孝文帝), né Tuoba Hong (拓拔宏), plus tard Yuan Hong (元宏) face à l'immigration provenant du Nord à cette époque, fait plusieurs réformes pour conserver la prédominance de la culture des Han. Il interdit les mœurs du peuple Xianbei (vêtements, langue, noms de famille) et encourage la sinisation dans plusieurs domaines, tels que la langue, les noms de famille, les vêtements, et il favorise les mariages inter-ethniques.
En 485-486 il entreprend un réforme agraire, répartissant les terrains aux différents paysans en fonction de la taille de leur maisonnée.
Il fait construire, en 495, le monastère Shaolin pour l'Indien Batuo qui prêchait le bouddhisme theravada depuis déjà 30 ans en Chine.
Le « Livre des Wei » de Wei Shou (魏收, wèi shōu couvrant l'histoire des Wei, se base sur les noms donnés sous cet empereur aux différents protagonistes.